# Кадастр детеріораційний
Кадастр (фр. cadastre від грец. katastichon — лист, реєстр) — систематизований звід відомостей про якісні та кількісні характеристики об'єкта, який складається періодично або шляхом безперервних спостережень.
Кадастр детеріораційний — звід даних про порушення довкілля — забруднення вод, атмосфери, ґрунтів, руйнування рослинності тощо. К. д. складається на основі картографічних матеріалів для певного регіону із зазначенням усіх джерел забруднення та інших порушень, ступеня їх участі в погіршенні середовища, кумулятивної та синергічної взаємодій, метеорологічних, гідрологічних і геохімічних фонів поширення забруднень та ін. порушень, а також форм і інтенсивності їх впливу на природні комплекси і людину.
Кадастр може включати рекомендації по використанню об'єктів або явищ, заходи щодо їх охорони.